# 1906 en bande dessinée

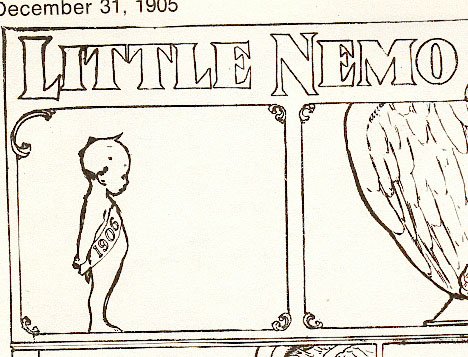
Little Nemo

| Années de la bande dessinée : 1903 - 1904 - 1905 - 1906 - 1907 - 1908 - 1909    |
| Décennies de la bande dessinée : 1870 - 1880 - 1890 - 1900 - 1910 - 1920 - 1930 |

Cet article présente les faits marquants de l'année 1906 en bande dessinée.

## Évènements
- à compléter

## Nouveaux albums
Voir aussi : Bandes dessinées des années 1900
| Sortie | Titre       | Scénariste | Dessinateur | Coloriste | Éditeur |
| ------ | ----------- | ---------- | ----------- | --------- | ------- |
| ?      | à compléter |            |             |           |         |
| ?      | …           |            |             |           |         |

## Naissances
- 16 janvier : Eugène Gire
- 30 mars : Kurt Caesar
- 11 avril : Dale Messick, auteure de comic strips
- 20 octobre : Crockett Johnson

## Décès
- 26 novembre : Oskar Andersson